# Feelin' Inside (Bobby Brown)
Feelin' Inside è un brano del cantante statunitense Bobby Brown, pubblicato nel tardo 1997 come primo singolo estratto dal suo quinto album in studio (quarto se non si considera B.Brown Posse come un album in studio), Forever.

## Descrizione
Il brano, pubblicato per spingere le scarse vendite di Forever, ha raggiunto solamente la 42esima posizione nelle classifiche R&B e la Top 50 nella classifica britannica, segnando il peggior risultato discografico della carriera di Brown, in un momento in cui il new jack swing non era più il genere di punta ed i continui scandali sulla sua persona e sulla sua relazione con Whitney Houston discostavano l'attenzione lontano dai propri lavori discografici, concentrandosi unicamente sulla loro relazione.

## Tracce
1) Feelin' Inside (Radio Edit) - 3:46
2) Feelin' Inside (Master Version) - 4:07
3) Feelin' Inside (Instrumental) - 4:08
4) Feelin' Inside (Acappella) - 4:12